# Kalajärvi (sjö i Finland, Norra Österbotten)
Kalajärvi är en sjö i Finland. Den ligger i kommunen Taivalkoski i landskapet Norra Österbotten, i den nordöstra delen av landet, 600 km norr om huvudstaden Helsingfors. Kalajärvi ligger 263,5 meter över havet. Arean är 1,32 kvadratkilometer och strandlinjen är 7,94 kilometer lång. Sjön  ingår i Ijo älvs huvudavrinningsområde. 